# Домициева дорога

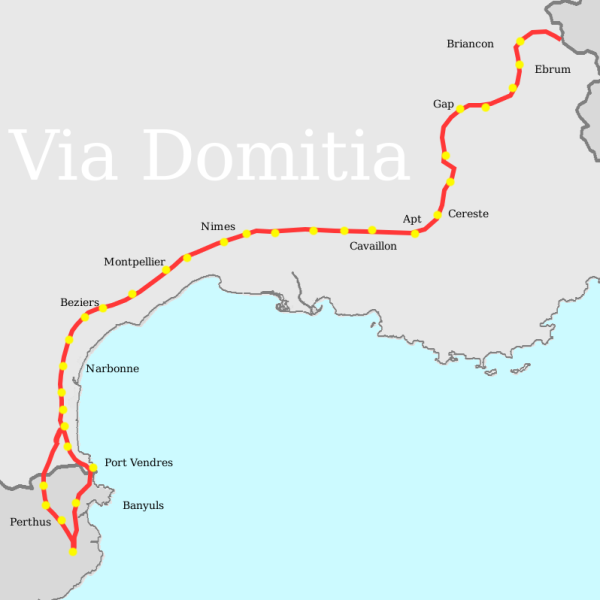
Карта

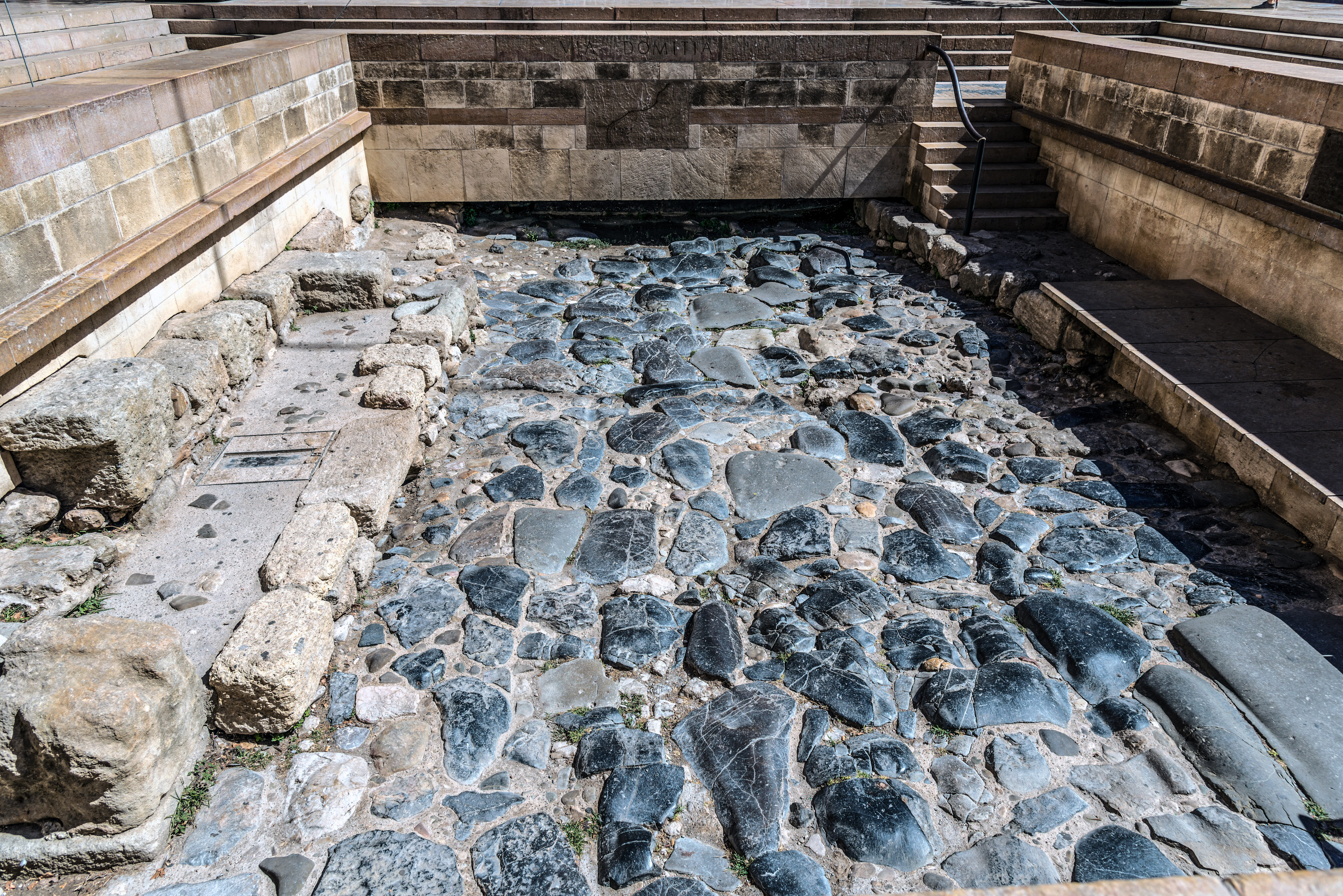
Домициева дорога в Нарбонне

Домициева дорога (Via Domitia) — первая римская дорога, построенная в Галлии и соединявшая Древний Рим и c провинцией Испания по суше.
Была построена по приказу консула 122 до н. э. Гнея Домиция Агенобарба (Gnaeus Domitius Ahenobarbus) между 120 и 118 годами до н. э. и названа его именем.
В Нарбонне (Colonia Narbo Martius), основанной в 118 году до н. э.
Via Domitia была продолжена Via Aquitania, которая вела в направлении к Атлантическому океану через Тулузу и Бордо. Домициева дорога пересекала Альпы у Col de Montgenèvre, следовала в долину реки Дюранс, пересекала Рону и проходила далее вдоль побережья Средиземного моря до Пиренеев.
Примерно в то же время была основана римская провинция Галлия Нарбоненсис (123 г. до н.э.), через которую проходила дорога, а также ее столица Колония Нарбо Марциус (Нарбонна, 118 г. до н.э.).
Via Domitia соединила территории Апеннинского и Пиренейского полуостровов через Галлон Нарбонны, начиная с Альпийского перевала Коль-де-Монженевр (1850 м), с которого она спускалась в долину реки Дюранс, в Бокере она пересекала Рону и Немус, далее Ним вдоль прибрежной равнины, и шла вдоль Лионского залива. В городе Нарбонна она пересекалась с важной римской дорогой Виа Аквитания, которая вела из Средиземного моря в Атлантику через Toloso (Тулузу) и Burdigalo (Бордо). Это сделало Нарбонну стратегически важным узлом маршрута, доступным, но хорошо защищенным портом в этот период, имеющим решающее значение для расширения Римской империи на запад. Ряд римских аванпостов выросли вдоль её пути — мансио, на расстоянии дня от конной повозки.
Было построено много римских мостов, некоторые из которых частично сохранились в Сен-Тибери (у слияния рек Эро и Тонга), Галларге-ле-Монтё (Пон-Амбруа на реке Видурль), Бонньё (Пон-Жюльен на реке Калавон) и Безье (Пон Серме на реке Орб и озере Этанг-де-Капестанг). Дорога заканчивается в La Jonquera , вдоль нынешней испано-французской границы, где начинается  Via Augusta.